# Cordulegaster annandalei
Cordulegaster annandalei là loài chuồn chuồn trong họ Cordulegastridae. Loài này được Fraser mô tả khoa học đầu tiên năm 1923.